# Gefecht bei Wigoltingen
Etzel · Pfäffikon · Grüningen I · Freienbach · Blickensdorf · Hirzel · Bremgarten · Regensberg · Grüningen II · St. Jakob an der Sihl · Greifensee · St. Jakob an der Birs · Erlenbach I · Koblach · Sargans · Wil · Kirchberg · Wolfhalden · Obertoggenburg · Wigoltingen · Erlenbach II · Männedorf · Wollerau · Ragaz
Das Gefecht bei Wigoltingen war ein militärischer Konflikt, der am 5. September 1445 im Verlaufe des Alten Zürichkriegs im heutigen Kanton Thurgau ausgetragen wurde. Die Gegner waren auf der einen Seite Truppen der eidgenössischen Orte und der Toggenburger, auf der anderen Seite Truppen der Habsburger und deren Verbündeten.

## Vorgeschichte
Durch den Kriegseintritt Appenzells am 30. April 1444 und die Kämpfe im Sarganserland und im St. Galler Rheintal verlagerte sich das Kriegsgeschehen zunehmend vom zürcherischen Raum in die heutige Ostschweiz. Im Raum der Nordostfront befanden sich die mit den Eidgenossen verbündete Stadt Wil und das seit 1437 unter Petermann von Raron stehende Toggenburg in besonders exponierter Lage und litten unter den fortwährenden Befehdungen, die sich nach dem Kriegseintritt der Werdenberger und Brandiser am 30. November 1444 noch verschärften, als diese ab dem 1. Dezember die Eidgenossen aus dem Sarganserland vertrieben.
Ende Januar 1445 erschien ein Kontingent unter dem Kommando von Hans von Rechberg und legte sich vor Wil, um die umliegende Gegend auszuplündern, darauf folgte eine Gegenoffensive der Eidgenossen (→Gefecht bei Koblach), die zu einer letztlich erfolglosen Belagerung von Sargans führte. Am 20./21. Mai wurde Wil erneut belagert, am 11. Juni erfolgte eine grössere Offensive der österreichischen Seite gegen Appenzell und Toggenburg, die von diesen bei Kirchberg und bei Wolfhalden abgewehrt wurden. Am 24. August erfolgte eine Aktion der Werdenberger gegen das obere Toggenburg, bei der die Werdenberger eine Menge Vieh erbeuteten.
Am 3. September besammelten sich 200 Mann aus Schwyz sowie je 100 Mann starke Kontingente aus Glarus, Uri und Unterwalden in Pfäffikon und rückten über den Rickenpass nach Wil vor, wo sie am 4. September eintrafen. Dort wurden die Mannschaften durch 300 Toggenburger des Freiherrn Petermann von Raron verstärkt. Der Wiler Stadthauptmann Ulrich Wagner, ein Schwyzer Landmann, fügte dem Heer noch das Wiler Stadtaufgebot von wohl etwa 100 Mann hinzu und übernahm den Oberbefehl über die Truppen.

## Verlauf
Am Sonntag, 5. September frühmorgens rückte das etwa 900 Mann starke Heer in den Thurgau nach Frauenfeld vor; von dort aus folgte man dem Lauf der Thur und steckte die umliegenden Dörfer, namentlich Lang- und Kurzdorf sowie Wellhausen und Mettendorf, in Brand. Von letzteren Orten aus überquerte man die Thur nach Pfyn und weiter nach Müllheim, welches mitsamt den umliegenden Dörfern ebenfalls gebrandschatzt wurde. Der aufgebotene Thurgauische Landsturm, der sich besammelte und den eidgenössischen Truppen über Pfyn nachfolgte, erreichte diese bei Wigoltingen, worauf Hauptmann Ulrich Wagner sein Heer gegen den angeblich zahlenmässig weit überlegenen Feind wandte (nach Johannes Stumpf war dieser dagegen in der Unterzahl) und diesen im Sturm angriff. Die Thurgauer gerieten gleich zu Beginn des Gefechts in Verwirrung, so dass Panik entstand und eine allgemeine Fluchtbewegung einsetzte. Bei der anschliessenden Verfolgung sollen die Eidgenossen zwischen 100 und 300 Gegner getötet haben. Schwyz gibt dagegen lediglich 3 Gefallene an, die jedoch namentlich genannt werden, nämlich Heinrich Lindauer, Konrad Bussard und Hans in Schnürinen. Die Eidgenossen erbeuteten eine grosse Menge an Waffen und Harnischen, auch das Stadtbanner von Frauenfeld fiel den Schwyzern in die Hände und wurde in der Pfarrkirche ihres Hauptortes als Trophäe ausgestellt.

## Folgen
Die Eidgenossen kehrten nach dem Gefecht um und kamen spät in der Nacht in Weinfelden an, wo sie Quartier nahmen und am folgenden Tag nach Wil zurückkehrten. Dort wurde die Beute unter den Beteiligten aufgeteilt und das Heer löste sich in der Folge auf.
Der Rest des Jahres blieb vergleichsweise ruhig, bis die Appenzeller Ende Dezember 1445 das Städtchen Rheineck sowie die Vogtei Rheintal eroberten und damit die eidgenössisch-österreichische Grenze de facto bis an den Rhein vorschoben. Der letzte eidgenössische Feldzug ins Sarganserland im Februar 1446, der am 6. März in der für sie siegreichen Schlacht bei Ragaz gipfelte, tat wenig dazu, die Pattsituation in der Ostschweiz aufzubrechen. Der Waffenstillstand vom 12. Juni 1446 beendete die Kampfhandlungen und damit den Alten Zürichkrieg de facto, obschon die Friedensverhandlungen noch weitere vier Jahre andauerten.